# Doridostoma
Doridostoma is een geslacht van vlinders van de familie bladrollers (Tortricidae).

## Soorten
- D. denotata Diakonoff, 1973
- D. stenomorpha Diakonoff, 1973